# Église Saint-Léger de Saint-Léger-Vauban
L'église Saint-Léger de Saint-Léger-Vauban est une église située à Saint-Léger-Vauban, en France.

## Localisation
L'église est située dans le département français de l'Yonne, sur la commune de Saint-Léger-Vauban.

## Description
L'église fut reconstruite au XVe siècle en remplacement d'un édifice plus ancien dont le clocher soutenu par quatre piliers, conserve des parties du XIVe siècle. Le chœur est gothique, et devant l'autel sculpté du XVIIIe siècle, les artistes Serge Jamet, et Marc Hénard (1919-1992) réalisèrent une céramique de 4 000 carreaux de grès émaillé. Cette céramique offre un condensé des valeurs humanitaires du christianisme. À côté du chœur, le curé en 1625, Philibert Bussière, fit construire une petite chapelle dont les panneaux de bois blond furent sculptés par Marc Hénard.
La chapelle de la Vierge abrite une fresque peinte en 1958 par Jean Bouchery au-dessus de l'autel consacré à la Madone. 
À l'intérieur de l'église, une niche abrite un saint Benoît en pierre de Marc Hénard, près de la porte Notre-Dame composée de panneaux de bois représentant Notre-Dame des Clefs, Notre-Dame de Bétharram et Notre-Dame de Boulogne, également sculptés par Hénard.

## Historique
L'édifice est inscrit au titre des monuments historiques en 1988.
Sébastien Le Prestre de Vauban, futur maréchal de France, fut baptisé dans cette église le 1er mai 1633.